# القرين (رخية)

'

تعديل مصدري - تعديل

القرين هي إحدى قرى عزلة رخية بمديرية رخية التابعة لمحافظة حضرموت، بلغ تعداد سكانها 227 نسمة حسب تعداد اليمن لعام 2004.